# Talbot Tagora
Talbot Tagora — автомобиль бизнес-класса, разработанный Chrysler Europe и выпускавшийся Peugeot Société Anonyme (PSA). Tagora продавалась под маркой Talbot, после того, как PSA приобрела Chrysler Europe в 1979 году. PSA представила новый автомобиль в 1980 году и запустила его в производство в следующем, 1981 году. Однако Tagora не оправдала возлагавшихся на неё надежд, продажи оставались на низком уровне. PSA прекратила выпуск этой модели лишь два года спустя. Произведено около 20000 автомобилей, все они были собраны на бывшем заводе Simca в Пуасси близ Парижа, Франция.

## Разработка
Chrysler Europe начал разрабатывать Tagora с 1976 года под кодовым индексом C9 для замены оказавшейся неудачной серии Chrysler 180. Также, как и в случае с разработкой моделей Horizon и Alpine, техническая разработка велась во Франции, а разработка дизайна — в Великобритании. Ранее предлагалось присвоить новому автомобилю название Simca 2000.

### Дизайн
Оригинальный прототип C9 имел кузов седан в современном на тот момент стиле, с использованием длинной колёсной базы с низкой линией кузова и большим, просторным салоном. Британские дизайнеры предлагали использовать некоторые особенности Citroën SM — такие, как размещение номерного знака на передней панели между фарами и круглые колёсные арки. Однако управление Chrysler в США сочло этот проект слишком экстравагантным, поэтому он был немного переделан — номерной знак размещался на бампере, как и на многих других автомобилях, а колёсные арки стали квадратной формы с закруглёнными углами. Для лучшего сбалансирования «высокого» силуэта линия кузова была «приподнята» выше. В ходе разработки C9 также потерял вертикальные задние фонари в пользу «модных» горизонтальных.

### Проблема с выбором двигателя
Основные конкуренты на рынке предлагали автомобили с более крупными двигателями, чем рядный 4-цилиндровый мотор рабочим объёмом 2 л, который мог предложить Chrysler, поэтому компании пришлось искать новый двигатель для Tagora. Одним из кандидатов стал рядный 6-цилиндровый двигатель производства Mitsubishi, но он оказался непригодным для машины такого класса. Другим вариантом был Douvrin V6 (PRV) — совместная разработка PSA, Renault и Volvo. Учитывая конкуренцию Tagora с автомобилями PSA, было маловероятно, что Chrysler станет закупать этот двигатель.

### Прогнозы продаж

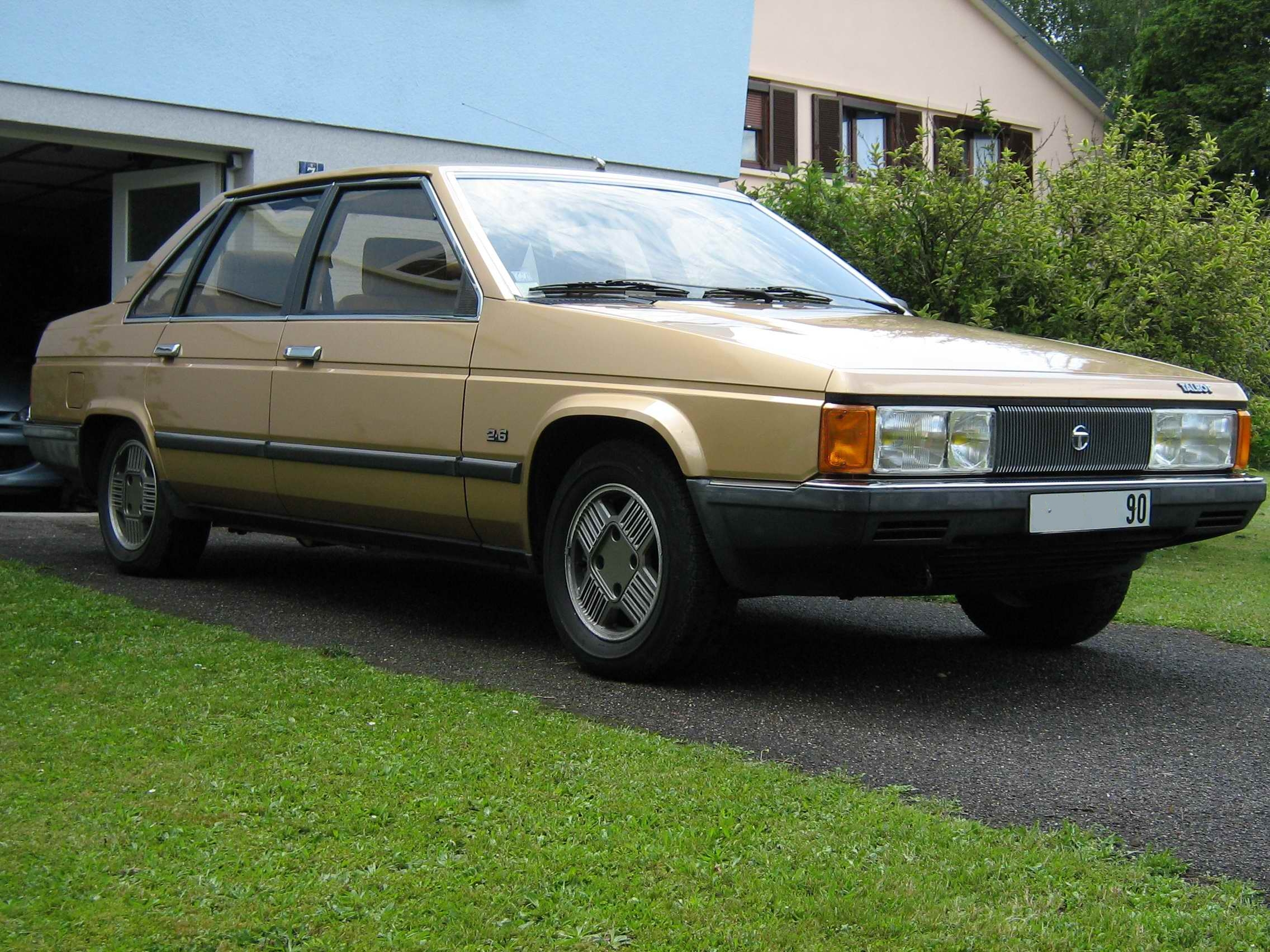
Tagora SX была основной моделью, выпускавшейся с двигателем 2.6 л и литыми дисками.

Chrysler Corporation одобрил разработку C9 с учётом будущих продаж модели количеством 60,000 экземпляров в Европе, что составило бы приблизительно 5 % на автомобильном рынке. Эта оценка была вполне реалистичной, поскольку Chrysler уже имел долю в 7 % на рынке. Продажи должны были полностью покрыть расходы на разработку, которые составлялись отдельно, как независимая часть годового бюджета.

### Поглощение PSA
В ходе разработки C9, оказавшаяся под угрозой банкротства, Chrysler Corporation решает продать свой европейский филиал. Его покупателем стал концерн PSA, образованный в 1976 году после слияния Peugeot и Citroën. Сделка была совершена в 1978 году, когда PSA приобрёл Chrysler Europe и его облигации. Слияние завершилось 1 января 1979 года.
На момент поглощения, проект C9 находился в окончательной стадии разработки, однако у PSA уже имелась линия автомобилей бизнес-класса, в которую входили легендарный Citroën CX, медленно продававшийся Peugeot 604 и недавно созданный Peugeot 505. Тем не менее, PSA решила продолжить разработку проекта, сделав несколько существенных изменений. Двойные поперечные рычаги передней подвески от Simca уступили место современной подвеске MacPherson, заимствованной у Peugeot 505 и 604, задний мост, ставший значительно у́же первоначального, стал устанавливаться от модели 505. Передняя часть C9 была расширена для использования двигателя PRV, использование которого не представляло никаких проблем после слияния PSA и Chrysler Europe.

## Продажи на рынке
После переименования всех моделей Chrysler Europe в Talbot, проект C9 получил окончательное название Talbot Tagora. Первые автомобили вышли из ворот бывшего завода Simca в Пуасси в 1980 году. В том же году PSA представила новую модель на Парижском автосалоне. После демонстрации для прессы в Марокко в марте 1981 года автомобиль поступил в продажу во Франции в апреле и в Великобритании в мае. На британских рекламных щитах появился слоган: «Talbot Tagora. Сочетание роскоши и производительности».
Tagora имела высокую цену, сопоставимую с Peugeot 505, Citroën CX, Peugeot 604, а также с Renault 20/30 и Ford Granada. Tagora стоила 20—30 тыс. немецких марок в ФРГ. Однако после запуска производства в 1981 году (с учётом выпущенных в 1980 году машин) продажи составили лишь одну четверть от запланированных. На протяжении 1982 и 1983 годов продажи продолжали резко снижаться, что вынудило PSA прекратить выпуск Tagora. К моменту прекращения производства было выпущено только 20 тыс. автомобилей Tagora. Для сравнения, в одном только 1981 году было выпущено более 116 тыс. Peugeot 505S и 74 тыс. Citroën CXS.
В декабре 2010 года Practical Classics заявила, что 99,09 % проданных в Великобритании Tagora уже не используются на дорогах из-за утилизации и продажи в другие страны.

## Модели и двигатели

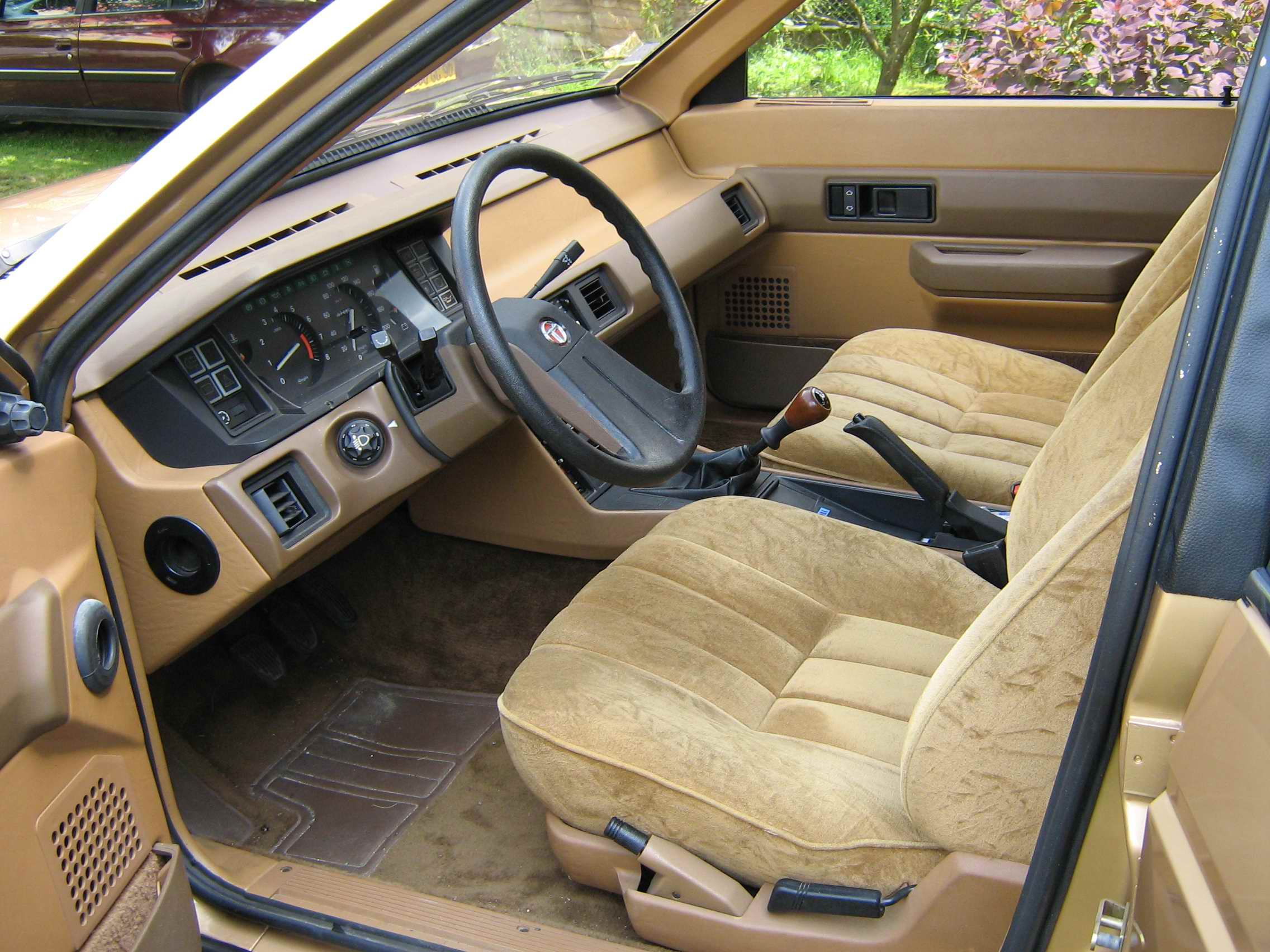
Интерьер Talbot Tagora SX 2.6

Как и большинство автомобилей своего времени, Tagora имела задний привод и расположенный спереди двигатель. На выбор предлагалось три двигателя и 4 или 5-ступенчатая механическая коробка передач либо 3-ступенчатая автоматическая КПП для 4-цилиндровых двигателей.
Были доступны следующие модификации:
- 2,2 л (2155 см³) 4-цилиндровый Type 180 OHC, с двухкамерным карбюратором Solex, мощностью 115 л/с (85 кВт), 184 ньютон-метра.

Базовым двигателем являлся мотор устаревшего Chrysler 180 2,0 л с увеличенным ходом поршня, устанавливаемый также на Matra Murena. Он не был связан с американским Chrysler K и PSA Douvrin 2,2 л. Доступные комплектации получили обозначения GL и GLS. GL была единственной моделью с 4-ступенчатой МКПП и усилителем рулевого управления, в отличие от стандартной модели. Эта модель была самой первой, отменённой в 1983 году.
- 2,3 л (2304 см³) 4-цилиндровый XD2S OHV турбодизель, мощностью 80 л/с (59 кВт), 188 ньютон-метров.

Разработанный Peugeot турбодизель предназначался, в основном, для установки на Peugeot 505 и 604. Tagora с турбодизелем получила индекс DT.
- 2,7 л (2664 см³) V6 PRV OHC с двумя трёхкамерными карбюраторами Weber, мощностью 166 л/с (122 кВт), 234 ньютон-метра.

Модель с двигателем V6, получившая обозначение «2.6», имела люксовый уровень отделки салона, но не имела автоматическую коробку передач. Двигатель PRV, используемый в Tagora, отличался от современных моторов Peugeot использованием трёхкамерных карбюраторов Weber вместо системы впрыска топлива, что привело к уменьшению мощности. Тем не менее, Tagora с этим двигателем стала самой мощной французской машиной того времени. Было выпущено только 1083 Tagora V6.

### Tagora Présidence
Tagora Présidence — это концепт-кар, созданный дизайнером Санни Атри на дизайн-студии Talbot в Уитли, Ковентри. Этот концепт-кар создавался для привлечения к Tagora представителей бизнеса и чиновников. «Донором» стала модель Tagora 2.6 SX, имевшая обивку из кожи и латуни, а также множество электроники — включая диктофон, телефон, приёмник текстовых сообщений и телевизор с видеомагнитофоном. Первоначально стоимость этой машины оценивалась в £ 25 000. Ныне Présidence находится в автомобильном музее в Пуасси.

## Причины коммерческой неудачи

### Ситуация на рынке

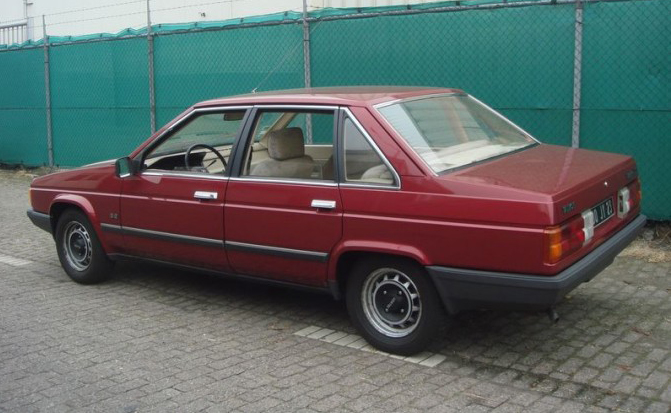
Вид сзади Tagora 2.2 GLS

С технической точки зрения, Tagora не имела серьёзных технических недостатков (исключая, возможно, плохую вентиляцию салона). Однако энергетический кризис 1979 года нанёс сильный удар по европейским автопроизводителям — продажи сегмента автомобилей бизнес-класса заметно упали, что сделало нереальными первоначальные прогнозы Chrysler. Tagora была запущена под малоизвестной маркой Talbot и имела в глазах покупателей сомнительную репутацию, в то время как на рынке правили общепризнанные марки, такие, как Ford Granada.

### Дизайн
Британский журнал What Car? писал, что «Tagora имеет вялый дизайн, мгновенно дисквалифицирующий её на рынке, где характер и статус значат очень много». Дизайн Tagora был сосредоточен на практичности, обеспечивая хороший обзор из ветрового стекла. Автомобиль был гораздо шире и выше своих конкурентов, что делало его непривычным для не привыкших к таким пропорциям покупателей. Устанавливаемые PSA оси были по отношению к ширине тела и создавали неуклюжий вид, особенно с задней стороны. Пластиковая приборная панель также не добавляла энтузиазма автомобильным экспертам и потенциальным покупателям.